# Lipinka (Olomouci járás)
Lipinka település Csehországban, a Olomouci járásban. Lipinka Klopina, Nová Hradečná és Troubelice településekkel határos. Lakosainak száma 188 fő (2024. január 1.).

## Népesség
A település lakosságának változását az alábbi diagram mutatja:
| Lakosok száma | 442  | 427  | 391  | 305  | 273  | 198  | 197  | 192  | 184  | 188  |
|               | 1869 | 1900 | 1921 | 1961 | 1980 | 2011 | 2016 | 2019 | 2021 | 2024 |